# Anita Pijpelink
Anita Pijpelink (Hoek (Zeeland), 7 oktober 1974) is een Nederlandse politica van de PvdA. Sinds 6 december 2023 is ze lid van Tweede Kamer der Staten-Generaal, waar ze deel uitmaakt van de GroenLinks-PvdA-fractie. Eerder was ze gedeputeerde en Statenlid van de provincie Zeeland.

## Biografie
Pijpelink volgde een doctorale studie maatschappijgeschiedenis aan de Erasmus Universiteit Rotterdam (1993-1998). Ze rondde daarna de postdoctorale studie voor eerstegraads bevoegdheid geschiedenis bij het ICLON in Leiden af. Van 2000 tot 2017 werkte ze bij CSW Van de Perre in Middelburg als docente geschiedenis en teamleider vwo. Van 2017 tot 2019 was ze teamleider vwo bij Scholengroep Pontes in Goes.
In 2015 stond ze op de derde plek van de PvdA-lijst voor de Provinciale Statenverkiezingen in Zeeland. Van 2015 tot 2019 was ze fractievoorzitter van de vierkoppige Statenfractie. In 2019 werd Pijpelink lijsttrekker van de PvdA Zeeland en na de coalitieonderhandelingen werd ze benoemd tot gedeputeerde. In haar portefeuille zaten onder andere natuur en cultuur. Bij haar aantreden speelde vooral de stikstofcrisis een belangrijke rol in haar werkpakket. In 2023 werd ze de lijsttrekker en fractievoorzitter van de combinatie GroenLinks-PvdA in Zeeland. In oktober kwam ze als nummer 22 terecht op de kandidatenlijst van GroenLinks-PvdA voor de Tweede Kamerverkiezingen 2023, waarmee ze werd gekozen. Op 6 december werd ze beëdigd als Kamerlid.
Tevens was zij als gedeputeerde vierde waarnemend Commissaris van de Koning.

## Privé
Pijpelink woont in Middelburg, is getrouwd en heeft drie kinderen.
Laura Bromet · Julian Bushoff · Glimina Chakor · Geert Gabriëls · Marleen Haage · Daniëlle Hirsch · Habtamu de Hoop · Barbara Kathmann · Jesse Klaver · Suzanne Kröger · Esmah Lahlah · Tom van der Lee · Mohammed Mohandis · Songül Mutluer · Jimme Nordkamp · Mariëtte Patijn · Anita Pijpelink · Kati Piri · Elke Slagt · Luc Stultiens · Joris Thijssen · Frans Timmermans · Mikal Tseggai · Lisa Westerveld · Raoul White
- Parlement.com: vm6ehkbqv2yu